# Gallos
Gallos é uma escultura de bronze com 2,4 metros de altura, criada pelo artista Rubin Eynon, localizada no Castelo de Tintagel, uma fortificação medieval situada na península da Ilha de Tintagel, próxima à vila de mesmo nome, em North Cornwall, Reino Unido. A obra retrata uma figura masculina espectral, coroada e empunhando uma espada. Embora seja amplamente conhecida como a "estátua do Rei Artur", a English Heritage, proprietária do local, esclarece que a escultura não foi projetada para representar uma pessoa em particular. Ao invés disso, ela visa refletir a rica história do local, que possivelmente serviu como residência de verão dos reis de Dumnônia.

## Contexto
O Castelo de Tintagel, situado na costa norte da Cornualha, é atualmente administrado pela English Heritage. No século XII, os escritos de Godofredo de Monmouth associaram o local à lenda do Rei Arthur, identificando-o como a residência de Igraine, mãe de Arthur. A construção do castelo, no entanto, foi realizada por Ricardo, Conde da Cornualha, na década de 1230. Inspirado pela conexão com a figura lendária de Arthur, Ricardo projetou o castelo com uma estética que remetia a um período mais antigo. Posteriormente, o castelo passou por ampliações durante a era vitoriana.

## Descrição
Gallos foi encomendado pela English Heritage ao escultor Rubin Eynon, e o processo de design, escultura e fundição da peça levou seis meses. A escultura retrata uma figura de 2,4 metros de altura, vestida com uma capa, apoiada em uma espada e usando uma coroa. Localizada no Castelo de Tintagel, a figura é parcialmente representada, com lacunas abertas que permitem ao observador vislumbrar a paisagem ao fundo, conferindo-lhe uma aparência espectral.
A obra rapidamente se tornou uma atração popular no castelo. Embora amplamente associada ao Rei Arthur e conhecida como a "Estátua do Rei Arthur", a English Heritage esclarece que a escultura não representa uma figura histórica específica. Gallos foi inspirado tanto pela possível utilização do local como residência de verão dos reis de Dumnônia, um estado sub-romano, quanto pela lenda arturiana. A English Heritage incentiva os visitantes a fazerem suas próprias interpretações da escultura, sugerindo que ela pode representar algo além de uma figura humana. O nome "Gallos" significa "poder" na língua córnica.

## Localização e instalação
A estátua está situada acima das falésias, no lado costeiro do Castelo de Tintagel, com vista para o Oceano Atlântico. O acesso ao local a partir do continente é feito por meio de centenas de degraus, e a estátua foi posicionada no local com o auxílio de um helicóptero. A inauguração ocorreu em 29 de abril de 2016, antes do feriado bancário.
A escultura foi instalada pela English Heritage como parte de uma nova experiência destinada aos visitantes. Uma obra anterior, uma gravura em rocha representando Merlim, havia sido alvo de críticas por parte de nacionalistas e historiadores córnicos, que acusaram o projeto de promover a "disneyficação" da história do local, e Gallos gerou preocupações semelhantes.
O projeto incluiu, ainda, a instalação de uma bússola de pedra apontando para outros locais nas Ilhas Britânicas associados às lendas arturianas, bem como pedras de passagem no jardim do castelo que contam a história de Tristão e Isolda. Diversos painéis informativos também foram instalados para relatar a história do castelo. Os materiais empregados no novo desenvolvimento – como o bronze, a ardósia de Delabole e outras pedras – foram escolhidos em homenagem à história industrial de Tintagel.